# Heidi Lück

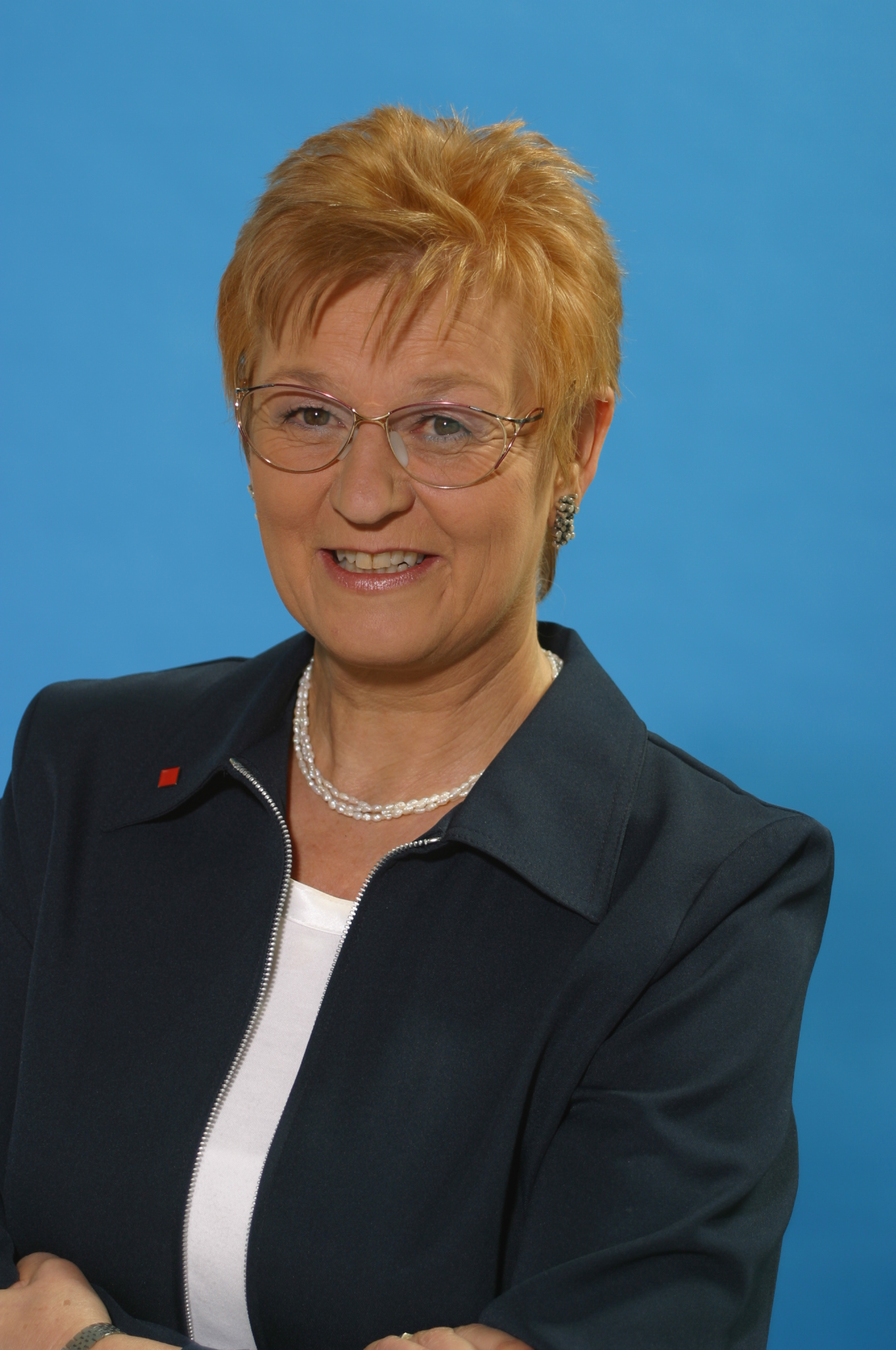
Heidi Lück

Heidi Lück geb. Pfeifer (* 6. April 1943 in Zwittau, Reichsgau Sudetenland) ist eine deutsche Politikerin und war Mitglied des Bayerischen Landtages.

## Leben und Beruf
Mit zwei Jahren kam Heidi Lück in den Kriegswirren und im Zuge der Vertreibung aus ihrer Heimatstadt Zwittau mit ihrer Mutter Anna Pfeifer und ihren drei Geschwistern nach Allmendingen (Baden-Württemberg). Dort besuchte sie die Realschule und schloss diese mit der Mittleren Reife ab. Es folgte eine Ausbildung als Einzelhandelskauffrau.
Sie heiratete 1967 Willi Lück und zog nach Altusried im Allgäu. Neben der Tätigkeit als Hausfrau und Mutter half sie ihrem Mann, der selbstständig mit einem eigenen Geschäft im gesamten schwäbischen Raum tätig war. Das Ehepaar hat einen Sohn. Heute wohnt sie in Kempten (Allgäu), ist geschieden und römisch-katholisch.

## Partei / Werdegang
Ab 1978 war sie halbtags als Verwaltungsangestellte der SPD und als Mitarbeiterin des Landtagsabgeordneten Günter Wirth tätig. Ab 1992 war Heidi Lück bis zu ihrer Wahl in den Bayerischen Landtag 1994 ganztägig für die Betreuungsbereiche der SPD Kreisverbände Oberallgäu, Kempten (Allgäu), Lindau (Bodensee), Neu-Ulm und Günzburg zuständig.
Heidi Lück ist seit 1980 Mitglied der Bayern SPD und war in vielen Funktionen für die Partei tätig. Unter anderem war sie 16 Jahre als Kreisverbandsvorsitzende der SPD Oberallgäu bis 2005, als Vorsitzende der AsF Bezirk Schwaben bis 2004, bis 2007 Vorsitzende der AsF Unterbezirk Oberallgäu sowie bis heute Delegierte in den verschiedensten Gliederungen. Sie war tätig als SPD-Unterbezirksvorsitzende, als Gemeinderätin in Durach/Allgäu und Kreisrätin im Landkreis Oberallgäu bis Juni 1998.

## Landtagsmandat
1990 verfehlte Heidi Lück das Mandat bei ihrer ersten Kandidatur für den Bayerischen Landtag nur knapp um 95 Stimmen. Im zweiten Anlauf wurde sie bei der Landtagswahl 1994 (für die 13. Legislaturperiode) erstmals über die Landesliste der SPD Schwaben in das Landesparlament gewählt, dem sie noch in der 15. Legislaturperiode angehört. Zur Landtagswahl in Bayern 2008 stand sie nicht mehr zur Wahl.
Die SPD-Landtagsfraktion vertrat sie im Ausschuss für „Landwirtschaft, Ernährung und Forsten“.
Heidi Lück war landwirtschafts- und forstpolitische Sprecherin und Vorsitzende des Arbeitskreises „Landwirtschaft, Ernährung und Forsten“ der SPD-Fraktion. Neben den Arbeitskreisen „Frauen“, „Jugend“ und „Sport“ war sie die offizielle Vertreterin der SPD-Landtagsfraktion in der Bodensee-Parlamentarier-Kommission und Mitglied der Sozialistischen Bodensee-Internationale (SBI) seit 1994. Betreut werden von Heidi Lück zu ihrem eigenen Stimmkreis Lindau-Sonthofen mangels anderer Abgeordneter zusätzlich die Stimmkreise Kempten/Oberallgäu, Kaufbeuren und Marktoberdorf/Ostallgäu (Füssen bis Buchloe).

## Ehrenämter, Vereine und Verbände
Heidi Lück ist seit 2001 ehrenamtlich, nunmehr in ihrer zweiten Wahlperiode, Vorsitzende des BRK Kreisverbandes Oberallgäu, ehrenamtliches Vorstandsmitglied der „Stiftung für Körperbehinderte Allgäu“ sowie ebenfalls ehrenamtlich Mitglied des Kuratoriums der Fachhochschule Kempten, sie war langjährig zur Jugendschöffin berufen und ist seit 1994 Gefängnisbeirätin in der JVA Kempten und daneben in der Straffälligenhilfe tätig.
Weiter ist sie Mitglied in verschiedenen Vereinen und Verbänden: Sozialverband VdK Deutschland, Bund Naturschutz Bayern, Arbeiterwohlfahrt AWO, Gewerkschaft HBV, Verkehrswacht, Naturfreunde, Gründungsmitglied des „Kleinkunstvereins Klecks“, Veranstalter des Kemptener Jazz Frühlings, Bayerische Akademie Ländlicher Raum, Allgäuer Hilfsfonds, Holzforum Allgäu.

## Auszeichnungen
Am 7. Oktober 2005 wurde Heidi Lück vom Bayerischen Sportschützenbund unter dem Protektorat von Franz Herzog von Bayern in „Würdigung der Verdienste um das Bayerische Schützenwesen“ das Protektorabzeichen verliehen.
Am 5. Juli 2006 wurde Heidi Lück vom Bayerischen Ministerpräsidenten als „Zeichen ehrender und dankbarer Anerkennung für hervorragende Verdienste um den Freistaat Bayern und das Bayerische Volk“ mit dem Bayerischen Verdienstorden die höchste Auszeichnung des Freistaates Bayern verliehen.